# Gung Ré
Gung Ré là một xã thuộc huyện Di Linh, tỉnh Lâm Đồng, Việt Nam.

## Địa lý
Xã Gung Ré có diện tích 115,02 km², dân số năm 2022 là 7.163 người, mật độ dân số đạt 62 người/km².

## Lịch sử
Ngày 29 tháng 12 năm 2013, Chính phủ ban hành Nghị quyết số 134/NQ-CP về việc điều chỉnh 550,44 ha diện tích tự nhiên và 4.658 nhân khẩu của xã Gung Ré vào thị trấn Di Linh quản lý.
Sau khi điều chỉnh địa giới hành chính, xã Gung Ré còn lại 11.549,16 ha diện tích tự nhiên và 5.638 nhân khẩu.